# Автостопом по галактике (серия романов)
«Автосто́пом по гала́ктике» (англ. The Hitchhiker’s Guide to the Galaxy; более дословные переводы: Путеводитель автостопщика по галактике, Путеводитель для путешествующих по галактике автостопом) — серия юмористических научно-фантастических романов английского писателя Дугласа Адамса.
Серия началась как сценарий радиопостановки, который позже был адаптирован и переписан до состояния самостоятельного литературного произведения. В 1982 году две первые книги серии были адаптированы для телевизионной постановки, а в 2005 году по первой из них был снят одноимённый художественный фильм.

## Сюжет
Роман повествует о приключениях невезучего англичанина Артура Дента, который со своим другом Фордом Префектом (уроженцем маленькой планеты где-то возле Бетельгейзе, работающим в редакции «Путеводителя для автостопщиков») избегает гибели при разрушении Земли расой бюрократов-вогонов. Зафод Библброкс, родственник Форда и президент Галактики, случайно спасает Дента и Форда от смерти в открытом космосе. На борту украденного Зафодом корабля на невероятностной тяге «Золотое Сердце» также находятся депрессивный робот Марвин, и Триллиан, она же Триша МакМиллан, которую Артур однажды встретил на вечеринке. Она, как вскоре понимает Артур, единственный оставшийся в живых землянин, кроме него самого. Герои ищут легендарную планету Магратея и Основной Вопрос к Основному Ответу.

## Радиопостановка
Первые радиосерии начинались с поступившего Адамсу предложения написать серию эпизодов «Концы Земли»: шесть завершенных историй, заканчивавшихся уничтожением Земли шестью различными способами. Во время написания первого эпизода Адамс понял, что ему нужен какой-нибудь инопланетный герой, чтобы создать определённый контекст, а этому герою нужен повод, чтобы оказаться на Земле. В конце концов Адамс решил, что этот инопланетянин будет исследователем, работающим над «совершенно выдающейся книгой», называющейся «Путеводитель по галактике для автостопщиков». По мере написания первого эпизода Путеводитель становился центром истории, и Адамс решил посвятить ему все серии, а уничтожение Земли сделать только завязкой истории.
Адамс говорил, что название книги пришло ему в голову после происшествия, случившегося в 1971 году, когда он в молодости путешествовал автостопом по Европе с книгой «Путеводитель по Европе для автостопщиков». Однажды он лежал пьяным на поле в Иннсбруке и смотрел на звёзды. С ним была книга, и ему пришло в голову, что неплохо было бы написать путеводитель для автостопщиков по галактике. Позднее Адамс сказал, что он так много раз рассказывал эту историю, что уже не помнит, как это было на самом деле, а помнит только как он рассказывает эту историю. Друзья Адамса говорили, что он упоминал идею создать Путеводитель в Греции в 1973 году.
Придуманный Адамсом «Путеводитель» — это электронный справочник по галактике Млечный Путь, изданный Мегадодо Паблишерс, одним из больших издательств звёздной системы Бета Малой Медведицы. Повествования различных версий истории часто прерывается цитатами из Путеводителя. Голос Путеводителя в различных постановках (Питер Джонс в двух первых радиосериях и в телесериале, затем Вильям Франклин в третьей, четвёртой и пятой сериях на радио и Стивен Фрай в кинофильме) следует за повествованием.

## Оригинальная радиопостановка
Первые серии радиопостановки (первая фаза) из шести эпизодов (называемых «fits» по английскому названию разделов абсурдной поэмы Льюиса Кэрролла «Охота на Снарка» — «вопли» по русскому переводу Г. М. Кружкова) вышли в эфир в 1978 году на радио BBC Radio 4. Несмотря на непопулярное время выхода в эфир (первый эпизод вышел в 22:30 в среду 8 марта 1978 года), радиопередача получила хорошие отзывы и значительный отклик радиослушателей. Ещё один эпизод («Christmas special», специальный рождественский выпуск) передавался в конце года. В то время BBC практиковала выпуск специальных рождественских эпизодов популярных радиопостановок. Сюжет эпизода имел связь с Рождеством, но в итоге эпизод был признан не совсем удачным и послужил связующим звеном между сериями. Этот эпизод был выпущен во второй части радиопостановки и затем на кассетах и CD вошёл во вторую фазу «Путеводителя».
Повтор первых серий дважды шёл на радио только в 1978 году, а затем ещё много раз в последующие годы. BBC записала грампластинку с радиопостановкой, и серии были адаптированы для книги. Вторая часть радиопостановки, включавшая ещё пять эпизодов (всего эпизодов стало 12) была выпущена в эфир в 1980 году.
Радиопостановка (а также запись на грампластинке и телевизионный сериал) сильно выиграли благодаря участию комедийного актёра Питера Джонса, озвучившего Путеводитель. Он был выбран на эту роль после того, как было решено, что Путеводитель должен говорить «питерджонсовским» голосом. Его звучный голос и добрые интонации, без сомнения, значительно способствовали популярности серий и создали знаменитый образ Путеводителя.
Радиопостановка оказалась первым комедийным сериалом со стереозвуком. Адамс говорил, что он хотел, чтобы качество звука соответствовало качеству записи современного ему рок-альбома. Значительная часть денег, выделенных на передачу, была потрачена на звуковые эффекты (созданные Падди Кингслендом для пилотного эпизода и всей второй части, Диком Миллсом и Гарри Паркером для 2—6 эпизодов первой части). Радиопостановка про «Путеводитель» была одной из передовых в радиоиндустрии, и в 1978—1980 годах три новых части «Путеводителя» были одними из первых радиопередач, в которых использовался четырёхканальный Dolby Surround. Для DVD третья часть серии также была перекодирована в Dolby Surround.
Основная музыкальная тема радиосериала, телесериала, пластинки и фильма — «Journey of the Sorcerer», инструментальная композиция, написанная Берни Лидоном и включённая группой Eagles в альбом One of These Nights. Самый первый вариант композиции звучит только в радиосериале; Тим Саустер (англ. Tim Souster) написал кавер для пластинки и телесериала, в фильме использована мелодия с аранжировкой Джоби Талбота, ещё один вариант мелодии, на этот раз написанный Филипом Поупом был использован в CD-релизе трёх последних частей радиопостановки. Адамс выбрал именно эту мелодию из-за футуристического звучания, а также потому, что в ней звучит банджо, про который, по словам Джеффри Перкинса, Адамс назвал дающим чувство «как будто ты в пути, ездишь автостопом».
Двенадцать эпизодов были выпущены на CD и на кассетах в 1988 году (первый релиз BBC Radio Collection на CD). Эпизоды были перевыпущены в 1992 году, и именно тогда Адамс предложил назвать эпизоды с первого по шестой «Первой фазой» («The Primary Phase»), а эпизоды с седьмого по двенадцатый «Второй фазой» («The Secondary Phase») вместо того, чтобы говорить просто «первая часть» и «вторая часть». Примерно в то же время Адамс впервые обсуждал с Дирком Маггсом возможность создания «третьей фазы» («Tertiary Phase»), адаптации романа «Жизнь, Вселенная и всё остальное», но эти серии не были записаны ещё 10 лет.

### Актёры
- Симон Джонс — Артур Филип Дент
- Джеффри Мак Гиверн — Форд Префект
- Сьюзен Шеридан — Триллиан
- Марк Винг-Давей — Зафод Библброкс
- Стефан Мур — Марвин (робот)
- Ричард Вернон — Слартибартфаст
- Питер Джонс — Галактический Путеводитель для Путешествующих Автостопом
- Albin Ljunghusen в роли президента Галактики

## Телепостановка
Популярность серии радиопостановок привела к появлению телевизионной адаптации, состоящей из шести серий. Режиссёром и продюсером выступил Алан Белл. Сериал впервые был показан на BBC Two в январе и феврале 1981 года. В нём приняли участие многие актёры из радио серии и он основан в основном на первых шести эпизодах. Второй сезон был запланирован, по утверждению Алана Белла и Марка Винг-Дейви, с переработанным сюжетом отменённого проекта Адамса «Doctor Who and the Krikkitmen» (вместо того, чтобы делать телеверсию второй половины радио серии). Однако, у Адамса возникли противоречия с BBC (проблемы с бюджетом, сценарием и участием в проекте Алана Белла и/или Джеффри Перкинса), и второй сезон не был создан. Некоторые части проекта «Doctor Who and the Krikkitmen» были использованы в третьей книге «Жизнь, Вселенная и всё остальное».
В 2005 году была выпущена новая экранизация «Автостопом по галактике»
- Мартин Фримен — Артур Филип Дент
- Мос Деф — Форд Префект
- Зоуи Дешанель — Триллиан
- Сэм Рокуэлл — Зафод Библброкс
- Уорик Дэвис — Марвин
- Алан Рикман — голос Марвина
- Билл Найи — Слартибартфаст
- Стивен Джон Фрай — Галактический Путеводитель для Путешествующих Автостопом (голос)

## Романы
- 1979 год — «Автостопом по галактике» (The Hitchhiker’s Guide to the Galaxy)
- 1980 год — «Ресторан на краю Вселенной» (The Restaurant at the End of the Universe)
- 1982 год — «Жизнь, Вселенная и всё остальное» (Life, the Universe and Everything)
- 1984 год — «Всего хорошего, и спасибо за рыбу!» (So Long And Thanks for All the Fish)
- 1992 год — «В основном безвредна» (Mostly Harmless)

Третья книга была названа третьей частью трилогии про автостопщиков. Соответственно, четвёртая была названа «четвёртой частью трилогии», а все книги получили название «трилогия в пяти частях». Пятый роман в США был выпущен с надписью на обложке «пятая книга из всё более неверно называемой трилогией Трилогии про Путеводитель для автостопщиков» («The fifth book in the increasingly inaccurately named Hitchhiker’s Trilogy»). Последующие переиздания имели подпись «первая (вторая, третья, четвёртая) часть Трилогии про Путеводитель, всё более неточно называемая трилогией» («The [first, second, third, fourth] in the increasingly inaccurately named Hitchhiker’s trilogy»). Кроме того, реклама на пятой книге шутливо описывает книгу как «книга, которая даёт совсем новое значение слову „трилогия“» («the book that gives a whole new meaning to the word 'trilogy'»)
Сюжет сериала на телевидении и радио в общем повторяет сюжет первых двух романов, хотя некоторые события происходят в другом порядке и изменены многие детали. Многое в 5 и 6 части радиопостановки было написано Джоном Ллойдом (англ. John Lloyd), но этот материал не попал в другие версии и поэтому ниже не описывается. Иногда самой важной считают версию событий, изложенную в книге, так как книги наиболее доступны и широко распространены, однако они не содержат окончательную версию, сочинённую Адамсом.
Перед своей смертью в 2001 году Дуглас Адамс писал шестой роман из серии «Путеводитель по галактике». Он работал над третьим романом о Дирке Джентли под условным названием «Лосось сомнения», но чувствовал, что книга не получается и бросил её. В интервью он заявил, что некоторые идеи из книги лучше бы подошли к романам о Путеводителе, и предположил, что, возможно, переработает эти книги для шестого романа в серии. Он назвал роман «В основном безвредна» «очень унылой книгой» (англ. a very bleak book) и сказал, что «хотел бы завершить „Путеводитель“ на более радостной ноте» (англ. would love to finish Hitchhiker on a slightly more upbeat note). Адамс также отметил, что если бы он написал шестую часть, то он по крайней мере начал бы с того же места. Оуэн Колфер (англ. Eoin Colfer) в шестой книге про путеводитель начинает историю с того же места, но не использует идей из «Лосося сомнений».
Во всех версиях произведения Артур и Форд в некоторый момент попадают на Землю, но за два миллиона лет до наших дней и в сопровождении одной трети населения планеты Golgafrincham — наиболее бесполезной трети: парикмахеров, рекламных агентов, кинорежиссёров, телохранителей и так далее. Их появление приводит к вымиранию коренного населения, и таким образом исконная человеческая раса оказывается заменена пассажирами корабля-ковчега, набитого менеджерами среднего звена и парикмахерами, изгнанными с их собственной планеты. Некоторые считают, что это событие проливает свет на истинные причины нынешнего уровня развития человечества на Земле.

### События после крушения корабля голгафринчанцев
Основная часть радиосериала заканчивалась, когда Форд и Артур застряли на доисторической Земле, но позже был написан сценарий второй части, в котором Форд и Артур были спасены Зафодом Библброксом и отправлялись в дальнейшие приключения, в ходе которых Артур угонял у Зафода его космический корабль (который тот, впрочем, сам украл) и отправлялся дальше в одиночестве (если не считать робота-параноика Марвина, бортовой компьютер Эдди и потрёпанную копию «Путеводителя для путешествующих автостопом по галактике»).
В книжной версии Форд и Артур покидают доисторическую Землю через дыру в пространственно-временном континууме, которая выбрасывает их на современную Землю за несколько дней до её уничтожения. Снова избежав столь печальной участи и пережив очередную порцию злоключений, Артур снова попадает на Землю (вернее, на альтернативную Землю, населённую разумными дельфинами, спасающими человеческую расу от вымирания). На этой Земле он влюбляется в девушку по имени Фэнчёрч, с которой и остаётся жить долго и счастливо — до следующей, на этот раз последней книги «В основном безвредна», в которой Земля окончательно и бесповоротно погибает вместе со всеми своими альтернативными формами и параллельными образами.
В книгах Форд Префект переживает множество приключений, а в конце (по-видимому) погибает на альтернативной версии Земли вместе со всеми остальными героями. Хотя, судя по радиоадаптации книг, есть надежда, что герои не погибли, а только переместились в «Ресторан на краю Вселенной».

### Версия фильма «Автостопом по галактике»
В экранизации первой книги встреча Артура с мышами закончилась их гибелью от его руки. Затем он признаётся в любви Триллиан, и они вместе с Марвином и Фордом направляются в Ресторан в конце Вселенной (хотя по словам Марвина можно ошибочно заключить, что ресторан находится в пространственном, а не временном конце). Перед их уходом, Слартибартфаст активизирует отстроенную Землю (в книге вторая Земля так и не была закончена), куда впоследствии возвращаются дельфины. Зафод возвращается на пост Президента Галактики со своей новой подругой — вице-президентом Квестулар Ронток (персонаж придуман для фильма, в литературной версии не фигурирует).

### Автостопом по галактике
В книге «Автостопом по галактике» (опубликованной в 1979 году) главные герои посещают легендарную планету Магратея, жители которой когда-то занимались строительством планет. Там они встречают Слартибартфаста, проектировщика планет, когда-то делавшего фьорды Норвегии. В архивных записях находятся записи о сверхразумных существах, построивших компьютер Думатель, который должен был вычислить ответ на Главный вопрос жизни, Вселенной и всего такого. Ответ на вопрос был «42», и Думатель предложил построить другой компьютер, более сложный и включающий в себя органическую жизнь для того, чтобы вычислить вопрос, подходящий под ответ (позднее Адамс создаст загадку числа 42, где на различные вопросы ответ будет 42).
Компьютер, часто принимаемый за планету (из-за размеров и биологической компоненты), назывался Земля, и был уничтожен вогонами для строительства гиперпространственной магистрали за пять минут до окончания программы, рассчитанной на 10 млн лет. Двое из представителей сверхразумной расы, управлявшей компьютером, выглядят как две белых мыши, и хотят получить мозг Артура Дента, поскольку он являлся частью уничтоженной планеты, и у него в мозгу может содержаться часть вопроса. Триллиан также землянка, но она покинула Землю за полгода до её уничтожения вместе с президентом Галактики Зафодом Библброксом. Главным героям удаётся скрыться, и они направляются в ресторан На конце Вселенной. Мышам не удаётся заполучить Артура, и они придумывают подходящий вопрос сами, потому что ждать ещё 10 миллионов лет слишком сложно. Их вопрос звучит «сколько путей должен пройти человек?»
Книга написана на основе первых четырёх радиоэпизодов. Впервые была издана в мягкой обложке в 1979 году издательством Pan Books, после того как BBC Publishing отказалась публиковать роман по мотивам радиопостановки. На второй неделе книга достигла первого места в рейтингах, и через три месяца было продано 250 тыс. экземпляров. В 1980 году было выпущено американское издание в твёрдой обложке (Harmony Books), а в 1981 году вышло издание в мягкой обложке. В 2005 году Del Rey Books выпустило новое издание всей серии, приуроченное к релизу фильма. К этому моменту было продано более 14 миллионов копий «Автостопом по галактике».
Иллюстрированное издание первого романа серии появилось в 1994 году.

### Ресторан на краю Вселенной
В «Ресторане на краю Вселенной» (изданном в 1980 году), Зафод отделяется от остальных героев и обнаруживает, что он должен узнать, кто в самом деле управляет Вселенной. Зафод встречается с Зарнивупом, редактором Путеводителя, который знает, где найти тайного правителя. Зафод на короткое время объединяется с другими героями, отправляющимися в ресторан на краю Вселенной. Зафод и Форд решают украсть из ресторана корабль, который оказывается запрограммирован на столкновение со звездой в качестве спецэффекта в шоу. Курс изменить не удаётся, однако Марвин запускает телепортер, который работает, только если кто-то остаётся на корабле. Все выбираются с корабля кроме Марвина. Зафод и Триллиан узнают, что Вселенная управляется обычным человеком, живущим со своим котом на отдалённой планете в деревянной хижине.
Тем временем Форд и Артур попадают на звездолёт, полный бесполезной частью населения планеты Голгафринган. Корабль разбивается на доисторической Земле. Становится ясным, что голгафринганцы — предки современного человека, так как они вытеснили первоначальное население Земли. Это нарушило заложенную в Землю программу, и когда Форд и Артур пытаются получить из подсознания Артура Главный вопрос, они получают «Чему равно произведение шести и семи?». Артур замечает: «Я всегда говорил, что со вселенной что-то совершенно не так».
Книга основана на материале радиопостановок с 5 до 12 эпизодов, хотя порядок событий был сильно изменён (в частности, события шестого эпизода, где Форд и Артур застревают на Земле, заканчивают книгу и их спасение в седьмом эпизоде исключено), большая часть приключения на планете Бронтиталь опущена. Также были другие изменения. Адамс считал «Ресторан на краю Вселенной» самой лучшей книгой из всей серии. M. J. Simpson, биограф Адамса, разделяет эту точку зрения.

### Жизнь, Вселенная и всё остальное
В романе «Жизнь, Вселенная и всё остальное», опубликованном в 1982 году, Форд и Артур перемещаются через пространственно-временной континуум с доисторической Земли на крикетную площадку «Лордз». Там они встречают Слартибартфаста, который просит их помочь ему предотвратить галактическую войну. Давным-давно население планеты Криккит попыталось уничтожить всю жизнь в галактике, но их остановили и заключили на их собственной планете, теперь они пытаются оттуда выбраться. С помощью Марвина, Зафода и Триллиан героям удаётся предотвратить гибель жизни во Вселенной, и их пути расходятся.
Этот роман — первая книга серии, написанная изначально как книга, а не как адаптация радиопостановки. Повествование основано на театральной постановке «Доктора Кто», причём роль Доктора распределена между Слартибартфастом и Триллиан с Артуром.
В 2004 году книга была адаптирована для радио (часть Tertiary Phase).

### Всего хорошего, и спасибо за рыбу!
В романе, опубликованном в 1984 году, Артур возвращается на Землю, что достаточно неожиданно, так как Земля была уничтожена вогонами. Он встречает девушку по имени Фенчёрч и влюбляется в неё, и обнаруживает, что эта Земля — сделанная дельфинами в рамках кампании «спаси человека» копия. В конце концов он встречает Форда. Форд, Артур и Фенчёрч «укатывают» куда-то. В конце Артур и Фенчёрч встречают Марвина, параноидального андроида, который на тот момент старше Вселенной в 37 раз (из-за многочисленных путешествий во времени). Он-то и читает Финальное Послание Бога Сотворенному Им Миру (которое звучит так: «Простите нас за беспокойство»). Марвин говорит: «Кажется, мне это нравится» и умирает. И (возможно) чувствует себя лучше перед гибелью.
Это первый роман серии, не бывший адаптацией никакой прежде написанной истории. В 2005 году роман был адаптирован для радио в виде эпизода Quandary Phase.

### В основном безвредна
В последней части серии, опубликованной в 1992 году, Вогоны захватывают власть над Путеводителем по галактике (под прикрытием организации InfiniDim Enterprises), чтобы раз и навсегда уничтожить Землю. Артур теряет Фенчёрч и бесцельно путешествует по Галактике, его корабль разбивается на планете Ламюелла, где он наконец находит своё призвание и становится изготовителем сэндвичей в маленькой мирной деревне. Тем временем Форд Префект проникает в офис Путеводителя, взламывает компьютер и получает неограниченный денежный кредит, и затем встречает Путеводитель по галактике для автостопщиков — 2-е издание, Марка II, искусственный интеллект, многомерный путеводитель с огромными возможностями и скрытыми целями. После того как он отвергает помощь этой могущественной машины (которую он всё равно получает), он посылает этот путеводитель Артуру Денту на сохранение.
Триллиан использует ДНК Артура, которое он сдавал в галактический банк, чтобы получить деньги на путешествия, и теперь у неё есть дочь. Она оставляет её с Артуром и улетает. Рэндом Дент (Random Frequent-Flyer Dent) — очень беспокойный подросток, она крадёт Путеводитель, 2-е издание, и отправляется на Землю. Артур, Форд, Триллиан и Триша МакМиллан (Триллиан в этом альтернативном измерении) следуют за ней в переполненный клуб, где Рэндом стреляет в Артура, но попадает в другого человека (в невезучего Аграджага). Тотчас после этого Путеводитель 2-го издания уничтожает все возможные Земли во всех измерениях. Все главные герои, кроме Зафода, находятся в этот момент на Земле и таким образом также уничтожены; Вогоны этим очень довольны.

### И вот ещё что…
17 сентября 2008 года стало известно, что Оуэн Колфер (Eoin Colfer), автор серии подростковых бестселлеров «Артемис Фаул» (Artemis Fowl), с разрешения вдовы Адамса, Джейн Белсон, напишет сиквел к серии романов про Путеводитель по галактике под названием «И вот ещё что…» (And Another Thing…).
История начинается тогда, когда несущие смерть лучи устремляются к Земле, и главные герои «выпадают» из виртуальной реальности. Зафод вытаскивает их до того, как они погибают, но смертельные лучи следуют за ними. Их спасает Бесконечно Продолжающийся Боверик Воубэггер (Bowerick Wowbagger), которого они соглашаются убить. Зафод отправляется на Асгард, чтобы получить помощь Тора. Тем временем Вогоны отправляются на планету Нано, чтобы уничтожить там колонию людей, избежавших уничтожения на Земле. Артур, Воубэггер, Триллиан и Рэндом отправляются на Нано, чтобы попытаться остановить Вогонов, по дороге Воубэггер влюбляется в Триллиан, и начинает сомневаться, хочет ли он, чтобы его убили. Зафод появляется с Тором, который становится богом на планете. Он не может убить Воубэггера, но благодаря Рэндом ему всё-таки удаётся лишить его бессмертия, после чего Воубэггер улетают с Триллиан. Тор останавливает первую атаку Вогонов и погибает (на самом деле это инсценировка, спланирована вместе с Зафодом). Тем временем Констант Моун, сын Простатника Джельца (Constant Mown, son of Prostetnic Jeltz) убеждает своего отца, что люди на планете — не жители Земли, а жители планеты Нано, и поэтому их убивать незаконно. Вогоны улетают в самый последний момент перед тем, как их собирается атаковать Тор. Книга заканчивается на том, что Артур отправляется искать университет для Рэндом и во время гиперпространственного прыжка проносится через альтернативные Вселенные, встречает Фенчёрч и оказывается именно в том месте, где ему больше всего хотелось бы быть. Вогоны появляются снова.
Книга была опубликована 12 октября 2009 года, в Великобритании издательством Penguin Books, в США — издательством Hyperion.

## Основные персонажи
- Артур Филип Дент — главный герой, журналист BBC. После гибели планеты Земля переживает множество приключений, несколько раз спасает Вселенную, чего никто не замечает или не придаёт этому значения. Его попытки обрести любовь и зажить спокойной жизнью обречены на провал. В конце концов гибнет вместе со всеми возможными пространственно-временными парадигмами планеты Земля. Зачастую Артур не понимает, не отслеживает, что происходит вокруг.
- Форд Префект — уроженец одной из планет звезды Бетельгейзе, сотрудник корпорации, издающей путеводитель «Автостопом по галактике». Спас Артура с Земли перед её уничтожением. Имя взял от первого автомобиля, который увидел на Земле. Любит выпить. Как и Артур, постоянно влипает в разные неприятные истории.
- Зафод Библброкс — двухголовый президент галактики, «одноюродный полубрат» Форда. Весьма самоуверенная личность.
- Триша МакМиллан (Триллиан) — девушка с Земли, подруга Зафода, с которым в конце концов расстаётся, будучи не в силах терпеть его самодостаточность.
- Фенчёрч — возлюбленная Артура, бесследно исчезнувшая во время одного из гиперпространственных прыжков.
- Слартибартфаст — уроженец планеты Магратея, конструктор планет, принимавший участие в создании планеты Земля (в частности, норвежских фьордов), а точнее в создании компьютера, созданного для поиска Основного Вопроса, подходящего под  Основной Ответ.
- Рэндом — «случайная дочь» Артура и Триши.
- Марвин (робот) — андроид-параноик, страдающий от непроходящей депрессии. Спутник главных героев, не раз спасавший им жизнь.

## Другие произведения из серии «Путеводителя»

### Рассказы
Рассказ Адамса «Молодой Зафод развлекается» впервые появился в собрании рассказов и картинок The Utterly Utterly Merry Comic Relief Christmas Book, специальном рождественском издании английской благотворительной организации Комическая помощь. В издание The Ultimate Hitchhiker’s Guide To The Galaxy вошли пять классических романов серии и рассказ «Молодой Зафод развлекается». Также рассказ входит в некоторые издания трилогии и в издание книги The Salmon of Doubt, «Лосось сомнений», куда вошли неопубликованные тексты Адамса. Рассказ практически не связан с сюжетом романов. Существуют две версии рассказа, одна из них имеет более развёрнутые политические пассажи.
В издании The Ultimate Hitchhiker’s Guide после вступления Адамса помещена инструкция «Как покинуть планету», дающая шутливое объяснение способа, каким Форд и Артур покидают Землю в начале первого романа.
Роман «Космический корабль «Титаник» Дугласа Адамса». написанный Терри Джонсом, основывается на одноимённой компьютерной игре, в свою очередь основанной на романе «Жизнь, Вселенная и всё остальное». Речь идёт о роскошном пассажирском космическом лайнере, страдающем «тяжёлым спонтанным кризисом бытия» во время первого рейса.
Охмешконасыпатель Конца-Краю-Не-Знающий, персонаж из романа «Жизнь, Вселенная и всё остальное», появляется в рассказе Адамса «Частная жизнь Генгиса Кхана», включённого в некоторые ранние издания «Лосося сомнений».

## Варианты написания английского названия
В различных версиях и изданиях встречается разное написание выражения «путеводитель для автостопщиков» — Hitch-Hiker’s Guide, Hitch Hiker’s Guide и Hitchhiker’s Guide. В некоторых изданиях различается даже написание на корешке книги и на обложке. Руководство по стилю для h2g2 компании BBC указывает, что сам Адамс считал написание Hitchhiker’s Guide предпочтительным. Как минимум два издания из цитируемых в этой статье отмечают проблему с написанием названия, и оба повторяют, что в 2000 году Адамс решил, что все должны писать название одинаково: в одно слово и без дефиса.